# ФК РБ Омија ардиџа
РБ Омија ардиџа (јап. RB大宮アルディージャ) јапански је фудбалски клуб из Саитаме.

## Име
- ФК Денден Канто (јап. 電電関東サッカー部, 1969—1984)
- ФК НТТ Канто (јап. NTT関東サッカー部, 1985—1997)
- ФК Омија ардиџа (јап. 大宮アルディージャ, 1998—2024)
- ФК РБ Омија ардиџа (јап. RB大宮アルディージャ, 2025—)

## Успеси
Првенство
- Џеј 2 лига: 2015.
- Џеј 3 лига: 2024.

Куп
- Сениорско фудбалско првенство Јапана: 1981.